# PresbyLASIK
 (juillet 2009).
Si vous disposez d'ouvrages ou d'articles de référence ou si vous connaissez des sites web de qualité traitant du thème abordé ici, merci de compléter l'article en donnant les références utiles à sa vérifiabilité et en les liant à la section « Notes et références ».
Le PresbyLASIK est une technique dérivée de la méthode LASIK, et dédiée à la correction laser de la presbytie. C'est un terme médical qui n'a pas un véritable sens à l'origine, car c'est l’apposition de « Presby » pour la presbytie et de « LASIK » pour la technique de découpe du capot cornéen permettant au laser Excimer de réaliser le remodelage de la cornée, le LASIK n'est donc pas obligatoirement nécessaire pour réaliser un traitement de la presbytie, car c'est l'excimer qui réalise remodelage cornéen. La presbytie ne s'opérant que depuis peu de temps en comparaison aux autres troubles tels que la myopie, ce terme est devenu petit à petit le mot utilisé (par les médecins, dans les congrès...) pour rassembler les différentes techniques de traitement de la presbytie par laser. 

## La technique
La technique en elle-même est la même que pour le LASIK. La différence vient du profil de la photoablation par le laser Excimer.

### Remodelage de la cornée
Le laser Excimer permet de remodeler la forme de la cornée afin de « l'adapter » aux troubles visuels de la personne. Ce remodelage se fait par l'action du laser, qui réalise une photoablation du tissu cornéen dans sa partie profonde. Cette photoablation se fait suivant un profil (dessin en 3 dimensions d'application des impacts du laser). Ce profil dépend évidemment de la forme définitive souhaitée de la cornée, ainsi que de la forme d'origine.

### La correction et le profil d'ablation
La correction idéale passe par la définition du profil d'ablation à appliquer. 
La difficulté du traitement PresbyLASIK réside dans la nécessité de corriger à la fois la vision de près et celle de loin, ce qui permet à l'œil d'adapter la vision dans la profondeur de champ, de zéro à l'infini. Ce n'est pas le même principe que des verres de lunettes ou des lentilles dites progressives.
Le verre de lunettes et certaines lentilles jouant sur le déplacement de l'axe visuel dans les zones loin et près par mouvement de l'œil.
Seules les lentilles diffractives suivent le mouvement de l'œil comme le fait un traitement gravé par chirurgie.
Il existe actuellement quatre types de géométries permettant d'obtenir le résultat :
1. une géométrie centrée formant un « bouton » de puissance central créant une sorte de double foyer en vision simultanée ;
2. une géométrie concentrique formant une augmentation de la puissance de la cornée en périphérie et une vision de loin centrale ;
3. une géométrie décentrée utilisant le décentrement pupillaire lors de l'accommodation ;
4. une géométrie centrée progressive gérant une variation du facteur d'asphéricité du centre vers la périphérie.

Seules les méthodes 2 et 4 permettent de traiter tout type d'amétropie même les myopes presbytes; les méthodes 1 et 3 ne peuvent traiter que les hypermétropes.

### Le LASIK
Pour appliquer ce schéma de photoablation, on utilise alors la technique du LASIK. Cette technique passe par la création d'un volet cornéen soit par l'action d'un microkératome (lasik mécanique), soit par l'utilisation d'un second laser (femtoseconde) (FemtoLasik), dans le « LASIK 100 % Laser ». Une fois ce volet réalisé à la surface de la cornée, le chirurgien va le soulever pour permettre au laser Excimer d'appliquer le profil obtenu en profondeur dans la cornée. Cela engendrera donc un remodelage de la cornée. Le chirurgien replace ensuite le volet par simple adhésion naturelle.

### Évolutions du Presbylasik
La quasi-totalité des plateformes de traitements (laser excimer) existantes proposent une solution de traitement laser de la presbytie seule ou associée à d'autres troubles optiques réfractifs,.
C'est un logiciel associé ou intégré au laser qui va calculer le traitement à effectuer (différents logiciels = différentes techniques). L'évolution de ces dernières années porte sur la multifocalité des traitements, dont les techniques ci-dessous, tel que le Supracor en sont des exemples d'avancés médicales (au même titre que les implants pour la cataracte peuvent aussi désormais être multifocaux).

#### Isovision
Isovision est une technologie de chirurgie de l’œil par laser, permettant de traiter tous les troubles de la réfraction (hypermétropie, astigmatisme, myopie et presbytie). Cette technologie a été élaborée pour traiter particulièrement la presbytie et a été développée depuis 2008 par le docteur Frédéric Hehn.
Le principe de la technologie Isovision est d'opérer les deux yeux en même temps, leur procurant une bonne vision à n'importe quelle distance (proche, intermédiaire et distante). Elle permet par exemple de traiter en même temps la presbytie et la myopie, ainsi que la presbytie par anticipation (= approcher le point de lecture net à 10 cm au lieu de 30 cm, pour gagner quelques années de traitement supplémentaire par rapport à un traitement classique).
Cette technologie est actuellement applicable sur les lasers Excimer Wavelight allegretto 200 Hz eye-Q, Wavelight allegretto 400 Hz eye-Q et Alcon EX500,,.

#### Supracor
Supracor, permet de traiter tous les troubles de la réfraction (hypermétropie, astigmatisme, myopie associés à la presbytie) en une seule intervention. Cette technologie est développée par Bausch & Lomb Technolas en association avec le groupe Vision Future.
Le Supracor propose un traitement multifocal[réf. à confirmer], non invasif sur les deux yeux en même temps, assurant une vision optimum de près comme de loin sur chaque œil. 
La tendance actuelle[réf. à confirmer] reste la mise en place d'une « balance », c'est-à-dire une correction légèrement asymétrique. L’œil dominant est traité de façon atténuée afin de privilégier la vision de loin et l’œil dominé est en revanche traité de façon complète afin d’obtenir une bonne vision de près et à distance intermédiaire. Ce n'est donc pas un traitement dit « de monovision » mais « de micro-monovision ».
Les effets post-opératoires sont exactement les mêmes que pour un traitement lasik sans presbytie, le patient n'a pas besoin d'un temps d'adaptation à sa nouvelle vision.
Si la récupération visuelle est très rapide (quelques heures suffisent à récupérer une acuité confortable), il faudra quelques jours pour atteindre un résultat définitif (notamment en vision de loin, récupération moins rapide liée à la cicatrisation),,.

## Indications
Le PresbyLASIK s'adresse aux presbytes, emmétropes (presbytes purs) ou non (presbytie associée à d'autres troubles). Il faut cependant que la presbytie soit stable et que son évolution future soit maîtrisable. Les contre-indications du LASIK classique s'appliquent également à cette technique : cornée trop fine, instabilité du trouble, etc.

## Résultats
Les résultats obtenus sont rapides, les patients pouvant déjà lire dès la sortie de l'intervention. La vision s'améliore alors rapidement pour être optimale dans les semaines suivantes. Grâce à cette technique, la vision est alors nette de près comme de loin, en préservant également la vision intermédiaire.
Aujourd'hui, cette technique bénéficie d'un recul d'une dizaine d'années.